# 神田佐久間町
神田佐久間町（かんださくまちょう）は、東京都千代田区の地名。住居表示は未実施。現行行政地名は神田佐久間町一丁目から神田佐久間町四丁目。

## 地理
千代田区の北東部に位置し、神田地域に属する。町域北部は、神田佐久間町一丁目は、千代田区神田花岡町・神田松永町に接する。二丁目から四丁目までは佐久間学校通りに接し千代田区神田和泉町に接する。東部は清洲橋通りに接し、台東区浅草橋四丁目・千代田区東神田にそれぞれに接する。南部は神田佐久間町一丁目では、神田川に接し、これを境に千代田区神田須田町・神田岩本町にそれぞれ接する。二丁目から四丁目では千代田区神田佐久間河岸に接する。西部は、千代田区外神田に接する。また、一丁目と二丁目の間に千代田区神田平河町がある。町域内を総武線が横断している。
神田佐久間町は商業地としての性質が強く、オフィスビルや商店が多く立ち並んでいる地域である。一丁目は町域西部・昭和通りより西の区域で、秋葉原駅の駅前に当たる。二丁目は中西部、昭和通りより東の区域に当たる。三丁目は町域中東部、四丁目は東部の清洲橋通りよりの西の区域に当たる。

## 歴史
江戸時代は木材商の町で木造家屋が多く、道幅も狭い人口密集地域であり幾度となく大火の被害があった。関東大震災では、日頃の火の元、火の始末を意識とバケツリレー等の地域協力によって火を消し止めることが出来た。隣接する神田和泉町と並び、震災での焼失をほぼ免れている。1939年、東京府から町内協力防火守護の地として史跡指定された現在は和泉公園に防火守護の地の碑が建立されている。しかしながら東京大空襲での被災もあり、震災前の建物は残存していない。

### 地名の由来
材木商佐久間平八の姓に由来するとされる。この町は文政の大火、甲午火事など、出火の多い町で「悪魔町」と陰口を叩かれた。関東大震災では住民の活躍により焼失を免れた地となったが、1869年の大火でも火元は佐久間町と疑われる程だった。江戸時代初期に材木商の町となり材木置き場があったが、火事の火種となるとの判断で、この材木置き場が、深川猟師町に移り、さらに猿江、木場に移り、さらに現在は新木場に移っている。

## 世帯数と人口
2025年（令和7年）3月1日現在（千代田区発表）の世帯数と人口は以下の通りである。
| 丁目               | 世帯数  | 人口    |
| ------------------ | ------- | ------- |
| 神田佐久間町一丁目 | 12世帯  | 15人    |
| 神田佐久間町二丁目 | 77世帯  | 134人   |
| 神田佐久間町三丁目 | 520世帯 | 826人   |
| 神田佐久間町四丁目 | 384世帯 | 663人   |
| 計                 | 993世帯 | 1,638人 |

### 人口の変遷
国勢調査による人口の推移。
| 年                 | 人口  |
| ------------------ | ----- |
| 1995年（平成7年）  | 558   |
| 2000年（平成12年） | 686   |
| 2005年（平成17年） | 779   |
| 2010年（平成22年） | 946   |
| 2015年（平成27年） | 1,151 |
| 2020年（令和2年）  | 1,632 |

### 世帯数の変遷
国勢調査による世帯数の推移。
| 年                 | 世帯数 |
| ------------------ | ------ |
| 1995年（平成7年）  | 186    |
| 2000年（平成12年） | 316    |
| 2005年（平成17年） | 424    |
| 2010年（平成22年） | 537    |
| 2015年（平成27年） | 728    |
| 2020年（令和2年）  | 982    |

## 学区
区立小・中学校に通う場合、学区は以下の通りとなる（2017年8月現在）。なお、千代田区の中学校では学校選択制度を導入しており、区内全域から選択することが可能。
- 区域 : 一丁目、二丁目、三丁目、四丁目　各全域
  - 小学校 : 千代田区立和泉小学校
  - 中学校 : 千代田区立麹町中学校 または 千代田区立神田一橋中学校

## 交通
一丁目と二丁目の間を昭和通りが通っている。二丁目内には清美通りが横断している。鉄道駅として近傍に秋葉原駅があり、多く利用されている。また南側にある都営新宿線・岩本町駅も利用されている。

## 事業所
2021年（令和3年）現在の経済センサス調査による事業所数と従業員数は以下の通りである。
| 丁目               | 事業所数  | 従業員数 |
| ------------------ | --------- | -------- |
| 神田佐久間町一丁目 | 223事業所 | 3,549人  |
| 神田佐久間町二丁目 | 202事業所 | 3,949人  |
| 神田佐久間町三丁目 | 305事業所 | 3,249人  |
| 神田佐久間町四丁目 | 57事業所  | 786人    |
| 計                 | 787事業所 | 11,533人 |

### 事業者数の変遷
経済センサスによる事業所数の推移。
| 年                 | 事業者数 |
| ------------------ | -------- |
| 2016年（平成28年） | 743      |
| 2021年（令和3年）  | 787      |

### 従業員数の変遷
経済センサスによる従業員数の推移。
| 年                 | 従業員数 |
| ------------------ | -------- |
| 2016年（平成28年） | 12,282   |
| 2021年（令和3年）  | 11,533   |

## 施設
- 東京都産業労働局秋葉原庁舎 - 神田佐久間町一丁目に所在。
- 書泉ブックタワー - 神田佐久間町一丁目に所在。
- 千代田区立秋葉原公園 - 神田佐久間町一丁目に所在。
- 千代田区立佐久間公園 - 神田佐久間町三丁目に所在。ラジオ体操会発祥の地として知られる。
- 千代田区立佐久間橋児童遊園 - 神田佐久間町一丁目に所在。
- 東京小売酒販会館 - 神田佐久間町三丁目に所在。
- 秋葉原ワシントンホテル - 神田佐久間町一丁目に所在。
- 中川陶器 - 神田佐久間町二丁目に所在。
- 不二輸送機工業 - 神田佐久間町四丁目に所在。
- 草分稲荷神社 - 神田佐久間町三丁目に所在。

## 出身者
- 渡辺省亭 - 画家
- 鏑木清方 - 画家
- 鈴木信太郎 - フランス文学者

## その他

### 日本郵便
- 郵便番号 : 101-0025[4]（集配局 : 神田郵便局[18]）。